# آراتا
آراتا (Aratta) نام سرزمینی است که در منابع سومری و سپس در منابع اکدی بدان اشاره شده‌است. آراتا سرزمینی پر از طلا، نقره و سنگ لاجورد و صنعتگران زبردست، سرزمین دوری که به سختی می‌توان به آن رسید. سرزمین الهه اینانا، که وفاداری خود را از آراتا به اوروک می‌رساند. این سرزمین، توسط، آنمرکار، اهل اوروک فتح شده بود. سومریان در جستجوی بکارگرفتن صنعتگران اَراتا، برای ساختن زیگوراتی مشابه زیگورات اَراتا بودند. زیگورات اَراتا، برای اینانا، الهه نیکی، ساخته شده بود.
اینانا در سومر تا قدری به ایزدبانوی اناهیتا نزد ایرانیان شباهت دارد.مری بویس، آناهیتا را تکراری از اینانای بین‌النهرین می‌داندسومری‌ها اصل خود را از شرق سومر می‌دانند و خود را مهاجر و مهم‌ترین خدای خود، اینانا را ارتّه‌ای معرفی می‌کنند. بر اساس کتیبه لو-دگیرا سومریان از کشوری کوهستانی به شمال شرقی به این سرزمین آمده‌اند

## اشاراتی در ادبیات سومری
در ادبیات سومری آراتا یا ارتّه اینگونه شناخته می‌شود:
1. ارتّه بسیار شگفت‌انگیز و مملو از منابع طلا، نقره، لاجورد و دیگر فلزات گرانبهاست، و همچنین صنعتگرانی ماهر برای کار با این فلزات دارد.
2. سرزمینی دور از دسترس است که به سختی می‌توان به آن سفر کرد.
3. ارتّه موطن اصلی الههٔ بزرگ سومری، اینانا می‌باشد، که حمایت خود را از ارتّه به اوروک منتقل کرده‌است.
4. ارتّه توسط اِنمِرکار فتح شده‌است.

## آراتا در ادبیات سومری
انمرکار و فرمانروای ارته: اینانا نخست در ارتّه ساکن بود، اما انمرکار، فرمانروای اوروک بیشتر از فرمانروای ارتّه (که نامش در این حماسه آورده نشده) به او نیاز می‌برد. انمرکار از ارتّه می‌خواهد که مطیع اوروک شود، و سنگ‌های کوهی را [برای تقدیم] پایین بیاورد، طلا، نقره و لاجورد به اوروک بفرستد، همراه با سنگ معدن "kugmea" (احتمالاً عقیق) تا در آن شهر معبدی بسازند. اینانا به انمرکار مشورت می‌دهد که فرستاده‌ای نزد فرمانروای ارتّه بفرستد، کسی که باید کوه‌های "Zubi" را طی کند، شوش، انشان و هفت رشته کوه را پشت سر بگذارد تا به ارتّه برسد. ارتّه در جواب غلات انبوه طلب می‌کند؛ با این حال اینانا از اوروک حمایت می‌کند و در ادامه ارتّه خواسته‌های اوروک را انجام می‌دهد و در نهایت فرمانروای ارتّه از اوروک می‌خواهد که دست به حمله نبرد و در عوض پهلوانی بفرستد تا در مبارزه‌ای تن به تن با پهلوان ارتّه‌ای نتیجه مشخص شود، و در پایان با حمایت خدای ایشکور (Ishkur) و رویاندن غله‌های ارتّه، فرمانروای ارتّه دلگرم می‌شود.
انمرکار و اِن-سوهگیر-انا (En-suhgir-ana): برخلاف حماسهٔ قبلی در اینجا فرمانروای ارتّه که از همان آغاز با نام ان-سوهگیر-انا خوانده می‌شود (شاید با فرمانروای ارتّه در داستان پیشین تفاوت داشته‌است) از انمرکار می‌خواهد که اینانا را به ارتّه بفرستد و با این کار اوروک را تسلیم کند. انمرکار نمی‌پذیرد و شورای شهر ارتّه هم این درخواست را رد می‌کنند، پس ان-سوهگیر-انا کاهن-جادوگری را به اوروک می‌فرستد تا آن شهر را از بارداری و رویش محروم کند، اما یکی از ایزدبانوان، کاهن را شکست می‌دهد و می‌کشد و از این رو ان-سوهگیر-انا ترسیده و اذعان به برتری انمرکار می‌کند و او را می‌ستاید و از خواستهٔ خود بازمی‌گردد.
لوگال‌باندا در کوه هوروم (Hurum): لوگال‌باندا که جانشین انمرکار است پس از طی کردن کوهستان‌ها همراه با ارتش اش به جنگ با فرمانروای ارتّه رفته‌است. او در راه به سختی بیمار می‌شود و افرادش ترک اش می‌کنند تا بمیرد، ولی او با کمک خدایان و طی کردن مراحلی افسانه‌ای بهبودی کامل می‌یابد و به اوروک بازمی‌گردد.
لوگال‌باندا و پرندهٔ انزود (Anzud): لوگال‌باندا که بنا به دلایلی نامعلوم در بیابان از خواب برخاسته به کمک پرندهٔ انزو (شبیه سیم، رجوع شود به افسانه انزود) دوباره به ارتش اش می‌پیوندد. هنگامی که ارتش انمرکار از مهاجمان خارجی شکست می‌خورد، از لوگال باندا تقاضا می‌کند که به ارتّه برود و از اینانا کمک طلب کند. او از کوه‌ها می‌گذرد، انشان را پشت سر می‌گذارد و به ارتّه می‌رسد، جایی که اینانا کمک اش می‌کند. اینانا به او راهکارهایی را نشان می‌دهد که در متن اسطوره کاملاً مشخص نیست، ولی در پایان می‌دانیم که اوروک برج و بارویی از لاجورد سبز ارتّه‌ای ساخته‌است که از «معدن قلعی که در کوه‌های آن درخت سرو می‌روید» آورده شده‌است.

## دیگر متون سومری
شعر ستایش شولگی (Shulgi): «من آن را با جواهرات شبیه [گنجینه‌های] ارتّهٔ مقدس پر می‌کنم»
زورق شولگی و نینلیل (Ninlil): «ارتّه، کاملاً مملو از جواهرات و گنج‌ها»
یک ضرب‌المثل سومری: «هنگامی که مقامات خردمند اند، و فقرا وفادار هستند، این از برکات آثار ارتّه است.»
ضرب‌المثلی دیگر: «هنگامی که مقامات خردمند اند، و فقرا باگذشت، این از برکات آثار ارتّه است.»
سرود هِندورسانگا (Hendursanga): «به طوری که ارتّه پایمال خواهد شد (؟)، لوگال باندا بر قول تو (هندورسانگا) خواهد ایستاد.»
سرود نیسابا (Nisaba): «در ارتّه او (:خدای انکی/Enki؟) بر E-zagin (معبد لاجورد) جای دارد در دسترس نیسابا.»
ساختمان معبد نینگیرسو (ninngirsu): «ناب و خالص همچون کِش (Kesh) و ارتّه»
تیگی (Tigi) به سوئن (Suen): «در معبد قلبم است که من (اینانا) در شادی هستم همچون ارتّه»
اینانا و ایبه (Ibeh): «کوه‌های غیرقابل دسترس ارتّه»
گیلگمش و هوواوا (Huwawa): «آنها راه را می‌شناسند، حتی تا به ارتّه»
سرود معبد: ارتّه «محترم» است
سرود معبد کِش: ازته «مهم» است
غمنامهٔ اور: ارتّه "بانفوذ (مشاور)" است

## موقعیت
در اسطورهٔ انمرکار و فرمانروای آراتا، انمرکار از طریق رود اوراک، که همان رود فرات امروزی است، به سرزمین آراتا لشکرکشی کرد. و در اسطورهٔ سومری لوگال باندا در کوه غارها، لوگال باندا در مسیر سومر به آراتا از سرزمینی به نام زاموآ یاد می‌کند، که بیانگر قرار گرفتن سرزمین‌های آراتا، زاموآ و سومر در یک امتداد است. در مسیر سومر به آراتا، به منطقه‌ای با نام هور-اوروم-کور-را اشاره شده‌است که می‌بایست همان سرزمین هوری‌ها باشد. در اسطورهٔ سومری گیل‌گمش و سرزمین جاویدان، اوتو، ‏خدای سومری خورشید، برای کمک به گیل‌گمش برای به دست آوردن راز جاودانگی به او «هفت موجود سحرآمیز» می‌دهد، که مسیر سرزمین آراتا را می‌دانستند. در نسخهٔ هیتی حماسه، گیل‌گمش و انکیدو برای رسیدن به جاودانگی از ساحل رود فرات به سمت بالای رود سفر می‌کنند و در نسخهٔ بابلی، او موفق می‌شود به کوه‌های مشو صعود کند، کوهستانی که با نام «ماسیوس» مرز جنوبی فلات ارمنستان را تشکیل می‌دهد. بر این اساس برخی از محققین آراتا را با Āraṭṭa یا Arāṭṭa سنسکریت که در مهاباراتا ذکر شده برابر می‌دانند، و به مردمانی که در آرارات و اورارتو باستانی زندگی می‌کردند نسبت می‌دهند. عیسی ناصری و ساموئل نوح کرایمر با ترجمهٔ حماسه «لوگال باندا در کوه هوروم» این‌طور نتیجه‌گیری کردند که هوروم می‌تواند با هوری‌ها ارتباط داشته باشد، بنابراین ارتّه باید جایی در اطراف دریاچه ارومیه باشد. شباهت نامی هور-اوروم به اورامان یا هورامان در کرمانشاه یا هورتی قابل توجه است. هورتی و کیماش از نواحی زاگرس میانی در حدفاصل ایلام لرستان و کرمانشاه بودند که در کتیبه‌های شولگی پادشاه سلسلهٔ سوم اور بابل به آن اشاره شده‌است
بی.جی. کوربین عضو تیم کاوش‌های باستانی چارلز ویلیس ۱۹۸۸ در کوه آرارات و تیم‌های کاوش چاک آرون ۱۹۸۹ و شوکی ۱۹۹۰، مؤلف کتاب جستجو برای کشتی نوح و کاوشگران آرارات در کتاب هفت کوه تا آراتا، سرزمین آراتا را موقعیت غربی همدان و شرقی کرمانشاه به مرکزیت گودین تپه ذکر کردند. کشف مقادیری سنگ لاجورد در گودین تپه (Godin VIII) حائز اهمیت است کوربین با کشف معبد شمس (خدای خورشید یا همان اوتو) در کوه الوند و شناسایی مشو، کوهی که به نام "قله‌های دوقلو" یاد شده بود در رشته‌کوه پرآو کرمانشاه، آراتا را واقع در جغرافیای جنوبی سنندج، غرب همدان، شمال نهاوند و شرق کرمانشاه دانسته‌است. کوربین می‌گوید: شواهد باستان‌شناسی کشف‌شده در گودین تپه، ارتباطی با شوش و اوروک ایجاد می‌کند که نشان‌دهندهٔ الگوی مهاجرت از کوه‌های زاگرس به شینار است. با گذشت زمان، این مهاجرت غربی ممکن است به این سؤال پاسخ دهد که "سومریان از کجا آمده‌اند؟" مکان‌های کوهستانی قدیمی شواهدی از اهلی شدن اولیهٔ بز و شراب ارائه می‌دهند. متون سومری مانند انمرکار و ارباب آراتا و حماسهٔ گیلگمش داستان درگیری بین رهبران اوروک و آراتا را به اشتراک می‌گذارند. برخی از حساب‌ها ویژگی خاصی در مورد مکان آراتا ارائه می‌دهند. یکی از مهم‌ترین سرنخ‌ها این بود که راه رسیدن به آراتا هفت کوه از شوش از طریق رودخانه است. این سرنخ الهام‌بخش عنوان کتاب هفت کوه به آراتا بود. مهرداد ایزدی موقعیت آراتا را مکان‌های باستانی گودین تپه دانسته‌است. جاشوا جی مارک گودین تپه را خاستگاه و سکونت گاه اولیه سومریان در ۵۰۰۰ پیش از میلاد می‌داند.
در کتاب تاریخ باستان آراتا-اوکراین (Ancient History of Aratta-Ukraine)، یوری شیلوف، نه تنها خاستگاه پارینه‌سنگی آراتا و پایه و اساس تمدن هندواروپایی را توصیف می‌کند، بلکه دستورات آراتا را نیز برجسته می‌کند که به تمام آنچه بشر بعدها دست یافت مربوط می‌شود. تپهٔ باستانی کامیانا موهیلا (Kamyana Mohyla) به عنوان پایتخت یا محل آرتا در اوکراین دانسته شده‌است.
یوسف مجیدزاده، سرپرست هیئت کاوش‌های باستانی جیرفت، این تمدن را همان ارتّهٔ باستانی می‌داند. از موافقان مجیدزاده در این مورد فرانسوا والا، کتیبه‌شناس فرانسوی و سید سجادی است.
از طرفی جهانشاه درخشانی که نظریهٔ بومی بودن آریاییان در فلات ایران را مطرح کرده‌است، اعتقاد دارد که ارتّه باید جایگاه آریایی‌هایی همچون پارس‌ها و مادها باشد. تا پیش از این گمان می‌شد کهن‌ترین سند مربوط به حضور آن‌ها در منطقه مربوط به قرن ۲۸ پیش از کنون و اندکی پیش از آن است (بنا بر متون آشوری)، اما درخشانی می‌گوید که این حضور بسیار پیش از این تاریخ در منابع بین‌النهرینی هم آمده‌است، برای مثال او به نام پرشی یا parhasi اشاره می‌کند و آن‌ها را با اسناد متقن همان پارسیان باستانی می‌خواند که در هزارهٔ پنجم پیش از کنون (برابر با هزاره ی سوم پیش از میلاد) حوالی جیرفت کنونی می‌زیسته‌اند، هرچند مجیدزاده هم این منطقه را ارتّه می‌داند، اما اشاره‌ای به آریاییان نکرده‌است. در ضمن این نکتهٔ دور از نظر مانده را هم باید یادآور شد که هرودوت، تاریخ‌نگار یونان باستان آورده‌است که پارسیان در گذشته خود را Artaians یا Artaioi می‌خوانده‌اند.
هانسمن (Hansman) تذکر می‌دهد که نظرها دربارهٔ آراتا بیش از حد بر پایهٔ حدس و گمان است و باید به افسانه‌ای بودن ارتّه در متون سومری هم توجه کرد.